# كيفن لي
كيفن جيسي لي جونيور (بالإنجليزية: Kevin Jesse Lee Jr.؛ مواليد 4 سبتمبر 1992) هو مُقاتل فنون قتالية مختلطة سابق، نافس في فئة وزن الوسط. لقد تنافس سابقًا في فئتي الوزن الخفيف والوزن الخفيف للغاية في بطولة يو إف سي وبطولة النسر القتالية.

## الخلفية
ولد لي في غراند رابيدز، ميشيغان، في 4 سبتمبر 1992، ونشأ في ديترويت، ميشيغان. لدى لي أخت وشقيقان أصغر منهما، أحدهما هو كيث، وهو أيضًا مُقاتل فنون قتالية مختلطة محترف موقّع مع بيلاتور والذي كان يتدرب مع كيفن سابقًا في إكستريم كوتور وحاليًا مع تريستار.

## مسيرته في فنون القتال المختلطة

### 2014
قام لي بأول ظهور مع المنظمة ضد آل ياكوينتا في 1 فبراير 2014 في يو إف سي 169. وخسر النزال بقرار الحكام الجماعي. بعد الخسارة، انتقل لي من موطنه ميشيغان إلى لاس فيغاس، بحثًا عن تحسينات في أسلوبه في القتال.

### 2021
في 30 نوفمبر 2021، تم الإعلان عن التخلي عن لي من قبل يو إف سي.

### بطولة النسر القتالية
في 15 ديسمبر 2021، أُعلن أن لي وقع عقدًا من 4 نزالات مع بطولة النسر القتالية.
ظهر لي لأول مرة ضد دييغو سانشيز في نزال بوزن 165 رطلاً في 11 مارس 2022 في حدث إيغلز إف سي 46. وفاز بالقتال عن طريق قرار الحكام بالإجماع.

### العودة ليو إف سي
في أوائل فبراير 2023، أُفيد أن لي قد أعاد التوقيع مع يو إف سي.
قام لي بعودته للمنظمة ضد رينات فخر الدينوف في 1 يوليو 2023 في حدث يو إف سي على إي إس بي إن 48. وخسر النزال عن طريق الإخضاع الفني بسبب خنق المقصلة في الدقيقة الأولى.
في 11 يوليو 2023، أعلن لي اعتزاله فنون القتال المختلطة. لقد أعرب عن تظلمه من مسيرته المهنية في الفنون القتالية المختلطة بقوله «إنه أمر مزعج أن تكون مشهورًا ولكن ليس ثريًا».

## حياته الشخصية

### الدين
اعتنق لي الإسلام في أكتوبر 2021.

### السياسة
أيد لي بيرني ساندرز في الانتخابات الرئاسية لعام 2020، وتحدث في تجمع حاشد لساندرز في لاس فيغاس في ديسمبر 2019.

## البطولات والإنجازات
- قتال المحارب الشامل
  - بطولة تي دبليو سي للوزن الخفيف (مرة واحدة)
- يو إف سي
  - أداء الليلة (ثلاث مرات)  ضد ماغوميد مصطفييف، ومايكل كييزا، وغريغور غيليسبي[25][26][27]

## سجل فنون القتال المختلطة
| السجل المهني |        |         |
| 27 نزال      | 19 فوز | 8 خسارة |
| ضربة قاضية   | 3      | 1       |
| إخضاع        | 8      | 4       |
| قرار القضاة  | 8      | 3       |

| النتيجة | السجل | الخصم              | الطريقة                        | الحدث                                            | التاريخ        | الجولة | الوقت | المكان                                      | الملاحظات                                                    |
| ------- | ----- | ------------------ | ------------------------------ | ------------------------------------------------ | -------------- | ------ | ----- | ------------------------------------------- | ------------------------------------------------------------ |
| خسر     | 19–8  | رينات فخر الدينوف  | إخضاع فني (خنق المقصلة)        | يو إف سي على إي إس بي إن: ستريكلاند ضد ماغوميدوف | 1 يوليو 2023   | 1      | 0:55  | لاس فيغاس، نيفادا، الولايات المتحدة         |                                                              |
| فاز     | 19–7  | دييغو سانشيز       | قرار الحكام (بالإجماع)         | إيغلز إف سي 46                                   | 11 مارس 2022   | 3      | 5:00  | ميامي، فلوريدا، الولايات المتحدة            | نزال في الوزن الخفيف للغاية (165 رطلاً).                      |
| خسر     | 18–7  | دانيال رودريغيز    | قرار الحكام (بالإجماع)         | يو إف سي على إي إس بي إن: باربوزا ضد تشيكادزه    | 28 أغسطس 2021  | 3      | 5:00  | لاس فيغاس، نيفادا، الولايات المتحدة         | العودة إلى وزن الوسط. اختبار لي إيجابي لمادة آديرال.         |
| خسر     | 18–6  | تشارلز أوليفيرا    | إخضاع (خنق المقصلة)            | يو إف سي ليلة القتال: لي ضد أوليفيرا             | 14 مارس 2020   | 3      | 0:28  | برازيليا، البرازيل                          | نزال في وزن غير محدد (158.5 رطلاً)؛ أخفق لي بالوزن.           |
| فاز     | 18–5  | غريغور غيليسبي     | ضربة قاضية (ركلة للرأس)        | يو إف سي 244                                     | 2 نوفمبر 2019  | 1      | 2:47  | مدينة نيويورك، نيويورك، الولايات المتحدة    | العودة إلى الوزن الخفيف. أداء الليلة.                        |
| خسر     | 17–5  | رافاييل دوس أنجوس  | إخضاع (خنق مثلث الذراع)        | يو إف سي ليلة القتال: دوس أنجوس ضد لي            | 18 مايو 2019   | 4      | 3:47  | روتشستر، نيويورك، الولايات المتحدة          | أول ظهور في وزن الوسط.                                       |
| خسر     | 17–4  | آل ياكوينتا        | قرار الحكام (بالإجماع)         | يو إف سي على فوكس: لي ضد ياكوينتا 2              | 15 ديسمبر 2018 | 5      | 5:00  | ميلواكي، ويسكونسن، الولايات المتحدة         |                                                              |
| فاز     | 17–3  | إدسون باربوزا      | ضربة فنية قاضية (إيقاف الطبيب) | يو إف سي ليلة القتال: باربوزا ضد لي              | 21 أبريل 2018  | 5      | 2:18  | أتلانتيك سيتي، نيو جيرسي، الولايات المتحدة  | نزال في وزن غير محدد (157 رطلاً)؛ لي أخفق بالوزن.             |
| خسر     | 16–3  | توني فيرغسون       | إخضاع (خنق المثلث)             | يو إف سي 216                                     | 7 أكتوبر 2017  | 3      | 4:02  | لاس فيغاس، نيفادا، الولايات المتحدة         | على لقب بطولة يو إف سي للوزن الخفيف المؤقت.                  |
| فاز     | 16–2  | مايكل كييزا        | إخضاع فني (خنق خلفي عاري)      | يو إف سي ليلة القتال: كييزا ضد لي                | 25 يونيو 2017  | 1      | 4:37  | أوكلاهوما سيتي، أوكلاهوما، الولايات المتحدة | أداء الليلة.                                                 |
| فاز     | 15–2  | فرانسيسكو ترينالدو | إخضاع (خنق خلفي عاري)          | يو إف سي ليلة القتال: بيلفورت ضد جايستيلوم       | 11 مارس 2017   | 2      | 3:12  | فورتاليزا، البرازيل                         |                                                              |
| فاز     | 14–2  | ماغوميد مصطفييف    | إخضاع فني (خنق خلفي عاري)      | يو إف سي ليلة القتال: موساوي ضد هول 2            | 19 نوفمبر 2016 | 2      | 4:31  | بلفاست، إيرلندا الشمالية                    | أداء الليلة.                                                 |
| فاز     | 13–2  | جيك ماثيوز         | ضربة فنية قاضية (باللكمات)     | المقاتل النهائي: نهائي فريق جوانا ضد فريق كلوديا | 8 يوليو 2016   | 1      | 4:06  | لاس فيغاس، نيفادا، الولايات المتحدة         |                                                              |
| فاز     | 12–2  | إفرين اسكوديرو     | قرار الحكام (بالإجماع)         | يو إف سي 197                                     | 23 أبريل 2016  | 3      | 5:00  | لاس فيغاس، نيفادا، الولايات المتحدة         |                                                              |
| خسر     | 11–2  | ليوناردو سانتوس    | ضربة فنية قاضية (باللكمات)     | يو إف سي 194                                     | 12 ديسمبر 2015 | 1      | 3:26  | لاس فيغاس، نيفادا، الولايات المتحدة         |                                                              |
| فاز     | 11–1  | جيمس مونتاسري      | إخضاع (خنق خلفي عاري)          | يو إف سي ليلة القتال: مير ضد دافي                | 15 يوليو 2015  | 1      | 2:56  | سان دييغو، كاليفورنيا، الولايات المتحدة     |                                                              |
| فاز     | 10–1  | ميشيل برازيريس     | قرار الحكام (بالإجماع)         | يو إف سي ليلة القتال: هندرسون ضد ثاتش            | 14 فبراير 2015 | 3      | 5:00  | مقاطعة بورمفيلد، كولورادو، الولايات المتحدة |                                                              |
| فاز     | 9–1   | جون توك            | قرار الحكام (بالإجماع)         | يو إف سي 178                                     | 27 سبتمبر 2014 | 3      | 5:00  | لاس فيغاس، نيفادا، الولايات المتحدة         | تم خصم نقطة واحدة من توك بسبب ركلة في الفخذ.                 |
| فاز     | 8–1   | جيسي رونسون        | قرار الحكام (بالانقسام)        | المقاتل النهائي: نهائي فريق إدغار ضد فريق بن     | 6 يوليو 2014   | 3      | 5:00  | لاس فيغاس، نيفادا، الولايات المتحدة         |                                                              |
| خسر     | 7–1   | آل ياكوينتا        | قرار الحكام (بالإجماع)         | يو إف سي 169                                     | 1 فبراير 2014  | 3      | 5:00  | نيوآرك، نيو جيرسي، الولايات المتحدة         |                                                              |
| فاز     | 7–0   | إريك مون           | إخضاع (خنق المقصلة وقوفاً)      | تي دبليو سي 20: القطع النهائي                    | 16 نوفمبر 2013 | 1      | 1:24  | لانسينغ، ميشيغان، الولايات المتحدة          | فاز بلقب بطولة تي دبليو سي للوزن الخفيف.                     |
| فاز     | 6–0   | ترافيس جيرفيه      | إخضاع (شريط الذراع)            | بطولة القتال الكندية 8                           | 13 سبتمبر 2013 | 1      | 0:46  | وينيبيغ، مانيتوبا، كندا                     | نزال في وزن غير محدد (160 رطلاً).                             |
| فاز     | 5–0   | جوزيف ليل          | إخضاع (خنق خلفي عاري)          | سلسلة قتال الغرب الأوسط 5                        | 19 يوليو 2013  | 3      | 1:29  | إنديانابوليس، إنديانا، الولايات المتحدة     | نزال في وزن غير محدد (157 رطلاً)؛ لي أخفق بالوزن.             |
| فاز     | 4–0   | كايل بريبوليك      | إخضاع (خنق المقصلة)            | دوري القتال ميتشيانا                             | 13 أبريل 2013  | 2      | 2:17  | ساوث بيند، إنديانا، الولايات المتحدة        | نزال في وزن غير محدد (158 رطلاً)؛ كلا المقاتلين أخفقوا الوزن. |
| فاز     | 3–0   | جي بي ريس          | قرار الحكام (بالإجماع)         | آي إف إل 51: لا شجاعة ولا مجد                    | 17 نوفمبر 2012 | 3      | 5:00  | أوبورن هيلز، ميشيغان، الولايات المتحدة      |                                                              |
| فاز     | 2–0   | منصور برناوي       | قرار الحكام (بالإجماع)         | غريزة إم إم إيه: القتال الغريزي 4                | 29 يونيو 2012  | 3      | 5:00  | مونتريال، كيبك، كندا                        |                                                              |
| فاز     | 1–0   | ليفيس لابري        | قرار الحكام (بالإجماع)         | غريزة إم إم إيه: القتال الغريزي 3                | 31 مارس 2012   | 3      | 5:00  | شيربروك، كيبك، كندا                         |                                                              |

## نزالات الدفع مقابل المشاهدة
| #  | الحدث        | القتال        | التاريخ       | المكان          | المدينة                            | المبلغ  |
| -- | ------------ | ------------- | ------------- | --------------- | ---------------------------------- | ------- |
| 1. | يو إف سي 216 | فيرغسون ضد لي | 7 أكتوبر 2017 | تي موبايل أرينا | بارادايس، نيفادا، الولايات المتحدة | 200،000 |

## وصلات خارجية
- كيفن لي على موقع يو إف سي (الإنجليزية)
- كيفن لي على موقع شيردوغ (الإنجليزية)
- كيفن لي على موقع Tapology.com (الإنجليزية)
- كيفن لي على موقع IMDb (الإنجليزية)
- كيفن لي على موقع قاعدة بيانات الفيلم (الإنجليزية)